# Liste des hauts-commissaires du Royaume-Uni au Canada
Le haut-commissaire du Royaume-Uni au Canada est le principal représentant diplomatique du Royaume-Uni au Canada et est responsable de la mission diplomatique britannique au Canada.

## Description
Les bureaux du haut-commissariat britannique se trouvent au 80, rue Elgin à Ottawa, qui a été construit en 1964 sur le site de l'ancien hôtel Grand Union.
En septembre 2021, la haut-commissaire sortante est Susannah Goshko.